# Pappadhátai (ort i Grekland)
Pappadhátai (Papadates) är en ort i Grekland.   Den ligger i prefekturen Nomós Aitolías kai Akarnanías och regionen Västra Grekland, i den centrala delen av landet, 210 km väster om huvudstaden Aten. Pappadhátai ligger 49 meter över havet och antalet invånare är 1 077. Den ligger vid sjön Límni Trichonída.
Terrängen runt Pappadhátai är kuperad söderut, men norrut är den platt. Runt Pappadhátai är det ganska tätbefolkat, med 56 invånare per kvadratkilometer. Närmaste större samhälle är Agrínio, 11,0 km norr om Pappadhátai. I omgivningarna runt Pappadhátai växer i huvudsak blandskog.